# Rauchrohr
Ein Rauchrohr ist ein Rohr, das zum Ableiten des Rauchs einer Feuerung dient. Es ermöglicht den Kamineffekt der Feuerung und die Ableitung gesundheitsschädlicher Verbrennungsprodukte in einen Schornstein und dient zudem als Wärmeübertrager. Als Schornsteinaufsatz dient das Rauchrohr dazu, die Schornsteinfunktion zu verbessern, die Bausubstanz zu schonen oder um die Optik des Schornsteinkopfes aufzuwerten.
Ein Rauchrohr als Verbindungsstück zum Anschluss von Feuerstätten an einen Schornstein wird auch Ofenrohr oder Schleppesse genannt. Rauchrohre sind geradlinig und, sofern sie waagrecht verlaufen, mit geringer Steigung zum Schornsteinanschluss zu führen. Ein solches Rauchrohr ist oft mit einer Drosselklappe ausgerüstet. Die Rohrquerschnitte richten sich nach dem Abgangsstutzen der Feuerstätte, die Wandstärken nach der Wärmeleistung und der Art der Brennstoffe.
Rauchrohre können durchaus über längere Strecken verlaufen. Dies ist der Fall, wenn sich die Feuerungsanlage in einem Tal befindet und der Schornstein, um mit einer geringeren Bauhöhe auszukommen, auf einem benachbarten Berg. Solche Anlagen existierten in Zlatna und zur Speisung der Halsbrücker Esse.
Als Bestandteile von Wärmeübertragern kommen Rauchrohre in Rohrheizflächen, Dampfkesseln, Badeöfen und Großwasserraumkesseln vor.